# Alejandro Gagliardi
Alejandro Fabián Gagliardi (ur. 6 sierpnia 1989 w Córdobie) – argentyński piłkarz występujący na pozycji prawego skrzydłowego, obecnie zawodnik Patronato.

## Kariera klubowa
Gagliardi pochodzi z Córdoby i jako szesnastolatek rozpoczął treningi w tamtejszym zespole Instituto AC Córdoba. Już dwa lata później został włączony do seniorskiej drużyny, występującej wówczas w drugiej lidze argentyńskiej i po kilku miesiącach, mimo młodego wieku, wywalczył sobie pewne miejsce w wyjściowej jedenastce. Przez pięć sezonów bezskutecznie walczył z Instituto o promocję do najwyższej klasy rozgrywkowej – najbliżej tego osiągnięcia był podczas rozgrywek 2011/2012, kiedy to w barażach o awans jego ekipa uległa w dwumeczu San Lorenzo (0:2, 1:1). Bezpośrednio po tym na zasadzie wolnego transferu odszedł do innego drugoligowca – ekipy Rosario Central, w której barwach spędził rok jako rezerwowy zawodnik, jednak na koniec sezonu 2012/2013 wywalczył z nim awans do pierwszej ligi.
Latem 2013 Gagliardi przeniósł się do grającego na najwyższym szczeblu zespołu CA All Boys ze stołecznego Buenos Aires. W argentyńskiej Primera División zadebiutował 3 sierpnia 2013 w zremisowanym 1:1 spotkaniu z Atlético de Rafaela, lecz nie potrafił przebić się do pierwszego składu i już po sześciu miesiącach jako wolny zawodnik zasilił drugoligowy Unión de Santa Fe. Jako jeden z ważniejszych graczy formacji ofensywnej również spędził tam pół roku, nie odnosząc większych sukcesów. W lipcu 2014 podpisał umowę z drugoligową stołeczną drużyną Club Atlético Nueva Chicago, z miejsca zostając kluczowym zawodnikiem zespołu. Na koniec sezonu 2014 zanotował z nim awans do pierwszej ligi, gdzie kontynuował swoją dobrą indywidualną passę – premierowego gola w najwyższej klasie rozgrywkowej strzelił 18 lipca 2015 w przegranej 1:2 konfrontacji z Defensa y Justicia. W październiku został bohaterem pojedynku z Newell's Old Boys (5:0), zdobywając cztery bramki, lecz nie zdołał uchronić Nueva Chicago od relegacji do drugiej ligi na koniec sezonu 2015.
W styczniu 2016 Gagliardi został zawodnikiem meksykańskiego klubu Monarcas Morelia. W tamtejszej Liga MX zadebiutował 23 stycznia 2016 w zremisowanym 1:1 meczu z Tolucą, zaś po raz pierwszy wpisał się na listę strzelców 6 lutego tego samego roku w wygranym 2:1 pojedynku z Leónem. W Morelii grał przez pół roku, lecz zawiódł oczekiwania, będąc głównie rezerwowym, po czym powrócił do ojczyzny, na zasadzie wypożyczenia zasilając Club Atlético Patronato z miasta Paraná.

## Statystyki kariery
| Instituto       | 2007–2008 | Argentyna | Primera B Nacional | 10  | 0  | —  | — | — | — | —   | 10  | 0  |
| Instituto       | 2008–2009 | Argentyna | Primera B Nacional | 32  | 4  | —  | — | — | — | —   | 32  | 4  |
| Instituto       | 2009–2010 | Argentyna | Primera B Nacional | 26  | 0  | —  | — | — | — | —   | 26  | 0  |
| Instituto       | 2010–2011 | Argentyna | Primera B Nacional | 23  | 2  | —  | — | — | — | —   | 23  | 2  |
| Instituto       | 2011–2012 | Argentyna | Primera B Nacional | 35  | 5  | 1  | 0 | — | — | —   | 36  | 5  |
| Rosario Central | 2012–2013 | Argentyna | Primera B Nacional | 11  | 1  | 1  | 0 | — | — | —   | 12  | 1  |
| All Boys        | 2013–2014 | Argentyna | Primera División   | 6   | 0  | 1  | 0 | — | — | —   | 7   | 0  |
| Unión           | 2013–2014 | Argentyna | Primera B Nacional | 11  | 0  | 1  | 0 | — | — | —   | 12  | 0  |
| Nueva Chicago   | 2014      | Argentyna | Primera B Nacional | 19  | 4  | —  | — | — | — | —   | 19  | 4  |
| Nueva Chicago   | 2015      | Argentyna | Primera División   | 22  | 11 | 2  | 0 | — | — | —   | 24  | 11 |
| Morelia         | 2015–2016 | Meksyk    | Liga MX            | 10  | 1  | 5  | 3 | — | — | —   | 15  | 4  |
| Morelia         | 2016–2017 | Meksyk    | Liga MX            | 2   | 0  | 1  | 0 | — | — | —   | 3   | 0  |
| Patronato       | 2016–2017 | Argentyna | Primera División   | 0   | 0  | —  | — | — | — | —   | 0   | 0  |
| Ogółem          |           |           |                    |     |    |    |   |   |   |     |     |    |
| Argentyna       | Argentyna | Argentyna | 195                | 27  | 6  | 0  | — | — | — | 201 | 27  |    |
| Meksyk          | Meksyk    | Meksyk    | 12                 | 1   | 6  | 3  | — | — | — | 18  | 4   |    |
| Ogółem          | Ogółem    | Ogółem    | Ogółem             | 207 | 28 | 12 | 3 | — | — | —   | 219 | 31 |